# 长孙璬
长孙璬（593年—582年9月18日），字月符，河南郡洛阳县（今河南省洛阳市东）人，北周、隋朝官员。

## 生平
长孙璬年少时为大冢宰晋国公宇文护引荐为亲信，封显州阳林县开国伯，食邑八百户，很快出任都督，升任帅都督、大都督。天和五年（570年），长孙璬出任小司金大夫，转任司木大夫，升任使持节、车骑大将军、仪同三司。周武帝将要东征北齐时，任命长孙璬为军器监、司金大夫。同年，长孙璬升任骠骑大将军、开府仪同三司、大都督。建德元年（572年），长孙璬出任旅贲大夫。建德三年（574年），长孙璬出任遂州诸军事、遂州刺史。宣政元年（578年），长孙璬回朝出任军器总监，同年出任虎贲中大夫，进爵为侯，增加食邑总计一千一百户。长孙璬又出任石州诸军事、石州刺史，很快因为给母亲曹夫人守丧离职，朝廷商议命令长孙璬夺情，再度任命长孙璬出任石州刺史。隋朝建立后，长孙璬加上开府，进爵为公。开皇二年秋八月十五日（582年9月18日），长孙璬去世，虚岁四十四，朝廷赠予晋绛二州诸军事、晋绛二州刺史。开皇三年岁次癸卯二月庚午朔十五日甲申（583年3月14日），长孙璬与夫人叱罗氏合葬于雍州长安县鸿固乡胄贵里。

## 家庭

### 祖父
- 长孙戫，员外散骑侍郎[1]

### 父母
- 长孙俭，北周柱国、尚书仆射、小冢宰、二荆襄陕四总管、南北道三行台、昌宁郡公，赠太保、封郐国公，谥号文[1]
- 曹氏[1]

### 兄弟姐妹
- 长孙僧衍
- 长孙隆，北周驸马都尉、司金中大夫、安平伯
- 长孙平，隋朝大将军、太常卿、判吏部尚书、襄阳康公

### 夫人
- 叱罗氏，原配，北周柱国、南阳公叱罗协之女，天和四年（569年）去世，开皇三年岁次癸卯二月庚午朔十五日甲申合葬于雍州长安县鸿固乡胄贵里[2][1]
- 田氏，继室，北周太傅、观国襄公田弘之女，司空、敬公田仁恭妹妹[1]

### 子女
- 长孙文赞，唐朝怀州参军事